# シギサワカヤ
シギサワカヤは、日本の漫画家、イラストレーター。女性。「シギサワ」が名字で「カヤ」が名前である。

## 作品リスト

### 漫画
- ワールズエンド・サテライト（『メロディ』2006年5月号読切、白泉社）
- 箱舟の行方（同人誌＋商業誌掲載、白泉社ジェッツコミックス）2006年7月28日発売[1]、ISBN 978-4-592-14264-5
- 九月病（同人誌連載、白泉社ジェッツコミックス）
  - 上巻 2007年8月29日発売[2]、ISBN 978-4-592-14282-9
  - 下巻 2007年8月29日発売[3]、ISBN 978-4-592-14283-6
- 嵐が丘（メロディ2007年12月号読切、白泉社）
- 滅びてやる。（電撃「マ）王2007年1月号読切、ファムファタル〜運命の女 1に収録、メディアワークス）
- すべて猫のせいで（KCDX2484、アンソロジー猫本2に収録、講談社KCデラックス） 2008年4月 ISBN 978-4-06-375484-1
- 溺れるようにできている。（コミックエール!連載、芳文社まんがタイムKRコミックス エール） 2008年8月27日 ISBN 978-4-83-227731-1
- ファムファタル 〜運命の女〜（電撃黒「マ）王連載、メディアワークス電撃コミックス、全3巻）
  1. 2008年8月27日 ISBN 978-4-04-867250-4
  2. 2009年8月27日 ISBN 978-4-04-868062-2
  3. 2010年8月27日 ISBN 978-4-04-868805-5
- この世の果ての。（モーニングKCDX2880、アンソロジー鉄本に収録、講談社KCデラックス）2009年12月 ISBN 978-4-06-375880-1
- つめたく、あまい。（同人誌＋商業誌、白泉社楽園コミックス）2010年3月26日発売[4]、ISBN 978-4-592-71021-9
- 誰にも言えない（楽園＋楽園Web増刊掲載、白泉社楽園コミックス）2010年11月30日発売[5]、ISBN 978-4-592-71027-1
- さよならさよなら、またあした（Wings連載、新書館ウィングスコミック） 2011年11月25日発売、ISBN 978-4403621291
- 未必の恋（楽園＋楽園Web増刊掲載、白泉社楽園コミックス）2012年1月31日発売[6]、ISBN 978-4-592-71037-0
- ヴァーチャル・レッド（楽園Web増刊連載、白泉社楽園コミックス）全3巻
  1. 2012年8月31日発売[7]、ISBN 978-4-592-71045-5
  2. 2012年12月28日発売[8]、ISBN 978-4-592-71048-6
  3. 2013年9月30日発売[9]、ISBN 978-4-592-71060-8
- お前は俺を殺す気か（楽園連載、白泉社楽園コミックス） - 2017年にA-KOEにてボイスコミック化された[10]。
  1. 2013年4月30日発売[11]、ISBN 978-4-592-71053-0
  2. 2014年3月26日発売[12]、ISBN 978-4-592-71065-3
  3. 2015年3月30日発売[13]、ISBN 978-4-592-71081-3
  4. 2016年9月30日発売[14]、ISBN 978-4-592-71107-0
  5. 2017年11月30日発売[15]、ISBN 978-4-592-71125-4
- 溺れるようにできている。 完全版（復刊、白泉社楽園コミックス）2015年11月30日発売[16]、ISBN 978-4-592-71091-2
- 君だけが光（楽園＋楽園Web増刊掲載、白泉社楽園コミックス）2018年7月31日発売[17]、ISBN 978-4-592-71136-0
- 魔法少女は死亡する（楽園web増刊連載、白泉社楽園コミックス）2018年12月21日発売[18]、ISBN 978-4-592-71144-5
- お気に召すまま シギサワカヤ短編集（楽園＋楽園Web増刊掲載、白泉社楽園コミックス（ワイド版）） 2019年5月31日発売[19]、ISBN 978-4-592-71151-3
- 諍い・ハーレム（楽園web増刊連載、白泉社楽園コミックス）
  1. 2021年1月29日発売[20]、ISBN 978-4-592-71180-3
  2. 2022年4月28日発売[21]、ISBN 978-4-592-71202-2
  3. 2023年11月30日発売[22]、ISBN 978-4-592-71230-5
- 初恋ディストピア（楽園web増刊連載、白泉社楽園コミックス）
  1. 2021年3月31日発売[23]、ISBN 978-4-592-71182-7
  2. 2021年9月30日発売[24]、ISBN 978-4-592-71193-3
  3. 2023年1月31日発売[25]、ISBN 978-4-592-71216-9
- さみしさの音がする（楽園Web増刊掲載、白泉社楽園コミックス） 2022年12月26日発売[26]、ISBN 978-4-592-71215-2

### イラスト
- 『憐 Ren』シリーズ（著：水口敬文、角川スニーカー文庫・全4巻）